# 1694

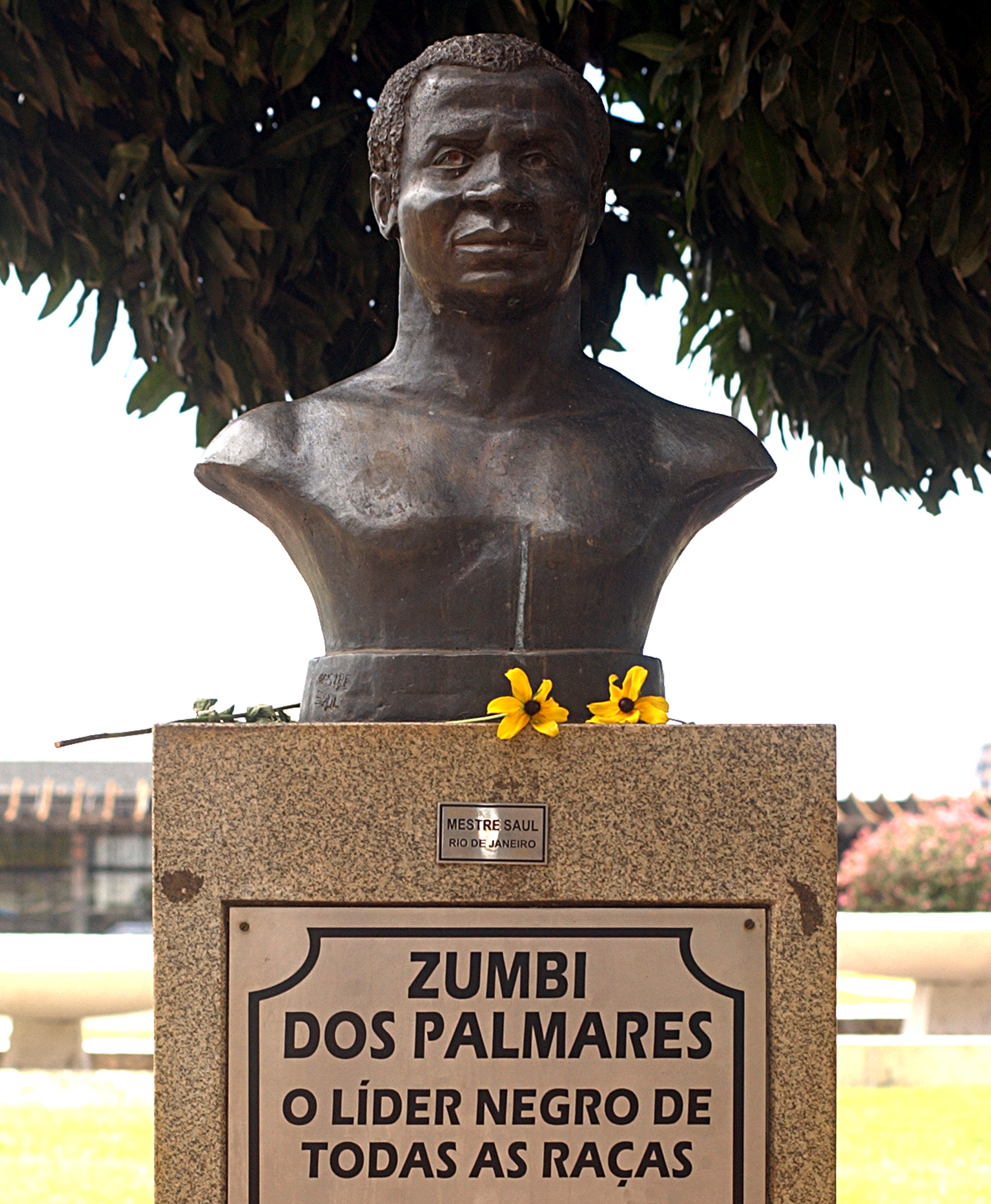
Busto de Zumbi dos Palmares em Brasília.

- Wikisource

| Calendário gregoriano                                                        | 1694 MDCXCIV                        |
| Ab urbe condita                                                              | 2447                                |
| Calendário arménio                                                           | 1143 – 1144                         |
| Calendário bahá'í                                                            | -150 – -149                         |
| Calendário budista                                                           | 2238                                |
| Calendário chinês                                                            | 4390 – 4391 Início a 25 de janeiro  |
| Calendário copta                                                             | 1410 – 1411                         |
| Calendário etíope                                                            | 1686 – 1687                         |
| Calendários hindus - Vikram Samvat - Calendário nacional indiano - Cáli Iuga | 1749 – 1750 1615 – 1616 4794 – 4795 |
| Calendário Holoceno                                                          | 11694                               |
| Calendário islâmico                                                          | 1106 – 1107                         |
| Calendário judaico                                                           | 5454 – 5455                         |
| Calendário persa                                                             | 1072 – 1073                         |
| Calendário rúnico                                                            | 1944                                |
| Calendário solar tailandês                                                   | 2237                                |

1694 (MDCXCIV, na numeração romana) foi um ano comum do século XVII do actual Calendário Gregoriano, da Era de Cristo,  e a sua letra dominical foi C, teve 52 semanas,  início a uma sexta-feira e terminou também a uma sexta-feira.
| Ano completo                       |
| ---------------------------------- |
| Ano comum com início à sexta-feira |

## Eventos
- Naufraga a cerca de 25 léguas a leste da ilha Terceira, uma fragata de nacionalidade francesa denominada "La Cassandre".
- Janeiro - Assalto final ao Quilombo dos Palmares comandado pelo bandeirante Domingos Jorge Velho e o Capitão-mor Bernardo Vieira de Melo para erradicar de vez a ameaça dos escravos fugitivos na região da capitania de Pernambuco, Brasil, e que terminou com um massacre.

### Março
- 8 de março - É fundada a Casa da Moeda do Brasil.

### Julho
- 21 de julho - Motim dos Inhames, aumenta a revolta popular ocorrida na ilha de São Jorge, Açores, em 1692, em protesto contra o pagamento do dízimo sobre a produção de inhame.

## Nascimentos
- 3 de janeiro - São Paulo da Cruz, religioso italiano, fundador dos Missionários Passionistas (m. 1775).
- 20 de julho - Christian Gottlieb Jöcher, foi erudito, bibliotecário e lexicógrafo alemão (m. 1758).
- 21 de novembro - Voltaire, filósofo francês (m. 1778).

## Mortes
- 8 de agosto - Antoine Arnauld, filósofo e matemático francês (n. 1612).

## Por tema
- 1694 na literatura